# Fornach
Fornach là một đô thị thuộc huyện Vöcklabruck thuộc bang Oberösterreich, Áo. Đô thị Fornach có diện tích 18 km², dân số thời điểm năm 2006 là 925 người.